# Municipio de Worcester
El municipio de Worcester  (en inglés: Worcester Township) es un municipio ubicado en el condado de Montgomery en el estado estadounidense de Pensilvania. En el año 2000 tenía una población de 7.789 habitantes y una densidad poblacional de 185,4 personas por km².

## Geografía
El municipio de Worcester se encuentra ubicado en las coordenadas 40°12′48″N 75°21′00″O / 40.21333, -75.35000.

## Demografía
Según la Oficina del Censo en 2000 los ingresos medios por hogar en la localidad eran de $77,200 y los ingresos medios por familia eran $87,107. Los hombres tenían unos ingresos medios de $61,280 frente a los $42,281 para las mujeres. La renta per cápita para la localidad era de $34,264. Alrededor del 1,7% de la población estaban por debajo del umbral de pobreza.